# Der Treudank

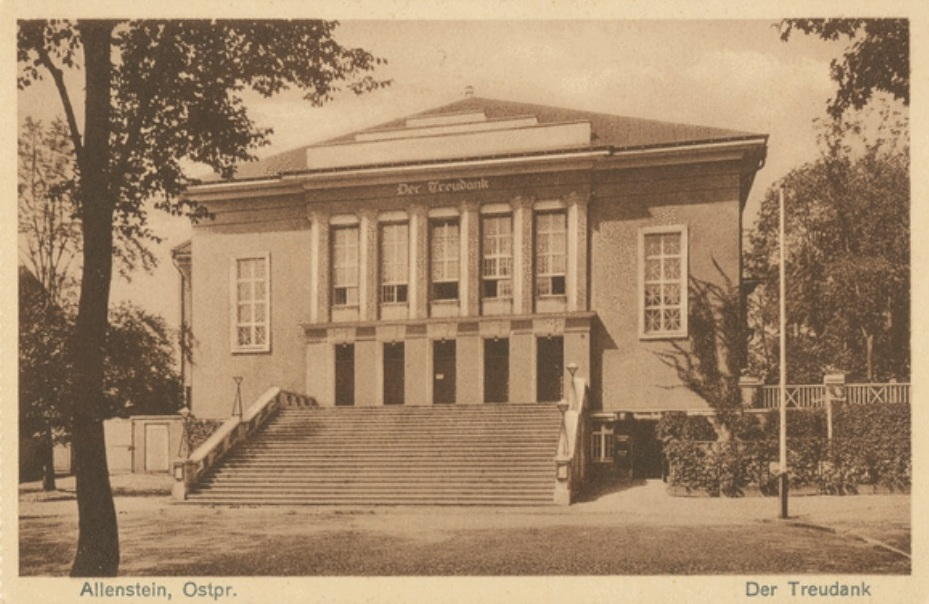
Der Treudank, Theater in Allenstein

Der Treudank war der Name einer Stiftung, die der Freistaat Preußen durch seinen Innenminister Carl Severing (SPD) nach der Volksabstimmung vom 11. Juli 1920 über die staatliche Zugehörigkeit des südlichen Ostpreußen errichtete. Der Name bedeutete „Dank für die Treue“ und bezog sich auf das Votum der Bevölkerung Masurens, die bei der Abstimmung mit großer Mehrheit für die Zugehörigkeit zum Deutschen Reich und damit zu Preußen entschieden hatte. Die Stiftung, die die kulturelle und wirtschaftliche Förderung der Region zum Ziel hatte, war mit erheblichen finanziellen Mitteln ausgestattet. Allein das 1925 gegründete und nach der Stiftung benannte Theater Der Treudank in Allenstein erhielt daraus rund 1.500.000 Reichsmark.